# Nicolás Pavlovich
Nicolás Pavlovich (Balcarce, 14 febbraio 1978) è un ex calciatore argentino, di ruolo attaccante.

## Carriera
Pavlovich ha iniziato la sua carriera con il Newell's Old Boys nel 1998, e più tardi ha firmato con il Racing Club nel 2002.
Nel 2003 Pavlovich ha firmato con i russi del Saturn, dove ha giocato fino al 2005. Per un breve periodo ha anche giocato con il Kaiserslautern in Germania e con il Monarcas Morelia in Messico, prima di tornare in Argentina nel 2007 per firmare con il Banfield.
Nel 2008, è passato in prestito per un anno all'Argentinos Juniors, con l'opzione di acquisto. Fu un giocatore importante per l'Argentinos Juniors che vinse la Clausura 2010, giocando contro 18 squadre in 19 partite e segnando sei reti che permisero alla squadra di vincere il titolo.